# Мозаични скелар
Мозаични скелар (лат. Muschampia cribrellum) врста је дневног лептира из породице скелара.

## Опис и распрострањење
Дужина предњих крила је 13–16 mm. Највише подсећа на сродну врсту Muschampia tessellum која у Србији није забележена. Од ње је обично мањи, са већим и упадљивијим белим ознакама на горњој страни крила и препознатљивој жутој боји на доњој страни задњих крила. Одрасли се срећу од маја до јуна. Постоји само једна генерација годишње. Гусенице се вероватно хране биљкама из рода Potentilla.
Мозаични скелар насељава сушне регионе и среће се у северној Мађарској, Румунији, Србија, Републици Македонији, Бугарској, затим преко Украјине, северне Русије све до Алтајских планина и Амурске области.

## Присуство у Србији
Мозаични скелар је први пут забележен у Србији 2007. године на Видличу, током истраживања за избор Одабраних подручја за дневне лептире. Сада се зна да лептир настањује већи део кречњачког масива у јужним крајевима Старе планине (од Видлича до бугарске границе).
Ово је термофилна врста која код нас насељава камењаре на висинама до 1.300 m. Вегетација на овим теренима је оскудна, степолика, прошарана жбуњем и ниским дрвећем. Већи део терена се раније интензивно користио за напасање стоке, али је сада напуштен и полако прераста у шумску вегетацију.

## Угроженост и заштита
Мозаични скелар није угрожен на глобалном нивоу ни на нивоу Европе. Пошто је у Србији откривен тек недавно, није наведен у Црвеној књизи дневних лептира Србије, али се по новијим проценама може сматрати угроженом (EN) на националном нивоу.
Лептир није наведен као заштићен или строго заштићен у Србији, нити се наводи у међународном законодавству.